# Contea di Garrett
La contea di Garrett (in inglese Garrett County) è una contea dello Stato del Maryland, negli Stati Uniti. La popolazione al censimento del 2010 era di 30 097 abitanti. Il capoluogo della contea è Oakland.

## Geografia
È la contea più a ovest dello Stato. Si trova interamente nel territorio degli Appalachi, in particolare degli Allegani. Nella contea si trova il punto più alto dello Stato, Hoye-Crest (1020 m), nella cresta Backbone Mountain.
A nord il confine con la Pennsylvania è costituito dalla linea Mason-Dixon. I fiumi principali sono il Potomac e il Youghiogheny. Nella contea si trova anche il lago più grande dello Stato, il Deep Creek Lake.

### Contee confinanti
- Contea di Somerset (Pennsylvania) - nord
- Contea di Allegany - est
- Contea di Mineral (Virginia Occidentale) - sud-est
- Contea di Grant (Virginia Occidentale) - sud
- Contea di Preston (Virginia Occidentale) - ovest
- Contea di Fayette (Pennsylvania) - nord-ovest

## Storia
La contea fu creata nel 1872 dalla contea di Allegany e fu l'ultima contea dello Stato ad essere creata. Fu chiamata così in onore di John Work Garrett, un responsabile della ferrovia.

## Comuni

### Towns
- Accident
- Deer Park
- Friendsville
- Grantsville
- Kitzmiller
- Loch Lynn Heights
- Mountain Lake Park
- Oakland (capoluogo)[7]